# 코로나19 범유행의 경과
다음은 코로나19 범유행의 경과에 대한 설명이다.

## 연대표

### 2019년

#### 12월 1일-18일
2019년 12월 1일, 우한시 의료진이 첫 감염자를 확인했다. 우한시 위생건강위원회는 애초 화난수산시장 근로자에게 12월 12일 최초 감염이 발생한 것으로 추정했지만, 우한시 진인탄 병원 의료진 등이 포함된 연구팀은 2020년 1월 24일 영국 의료 학술지 랜싯에 발표한 논문에서 첫 감염자를 2019년 12월 1일 확인했다고 보고했다.

#### 2019년 12월 30일
2019년 12월 30일, 우한시 위생건강위원회가 "원인미상의 폐렴 치료에 관한 긴급공지"를 발표하였다.

#### 2019년 12월 31일
2019년 12월 31일, 27명의 원인미상 폐렴 발병 사실이 WHO에 보고된다. 대부분은 우한 수산물 시장의 상인들이다. 7명이 생명이 위중한 중태인 것으로 알려졌다. 이에 따라 홍콩, 마카오, 타이완 정부는 입국자 검역조치를 강화했다.

### 2020년

#### 1월 10일
2020년 1월 10일, 우한 위생당국은 신종 코로나 바이러스에 의한 사망자가 처음으로 나왔다고 공식 발표했다. 사망자는 60대 남성인 것으로 알려졌다. 중국에서 신종 코로나바이러스 감염으로 보고된 환자는 모두 59명이며, 7명이 심각한 상태였는데, 이 중 한명이 숨졌다고 당국은 밝혔다.

#### 1월 11일-12일
1월 12일, 저녁 선전 남산구 인민병원에서 중증 폐렴 환자가 보고됐다. 광둥성 선전에서 중증 폐렴 환자가 처음 발생했다. 그러나 선전시 당국은 여자 환자가 선전시에만 거주하며 외지에 가보지 않았고, 유사 환자와 접촉한 적도 없어서 신종 코로나바이러스 감염은 아니라고 밝혔다. 영국 임페리얼 칼리지 런던 MRC 연구팀은 이날 중국에서 발병한 신종 코로나바이러스 감염 환자가 공식 발표보다 40배 정도 많을 것이라고 추정했다. 연구팀은 그동안 중국 내외에서 보고된 감염자 수와 우한 인구, 공항 수용 규모 및 해외 여행객 수, 바이러스 잠복기 등을 감안한 결과, 1월 12일 기준으로 총 1723명의 환자가 발생한 것으로 보고 있다고 밝혔다.

#### 1월 13일
1월 13일, 한국 질병관리본부는 중국 푸단 대학교를 통해 입수한 우한시 집단폐렴 원인 병원체인 코로나바이러스의 유전자 염기서열을 분석해 후베이성 우한시에서 발생한 집단 폐렴의 병원체가 중증급성호흡기증후군(SARS·사스) 병원체로 지목된 박쥐의 변종 코로나바이러스와 약 89% 유사한 성질을 보였다고 분석 결과를 발표했다. WHO(세계보건기구)는 성명을 통해 "폐렴 발병이 화난 해산물 시장 한 곳에 국한돼 있으며, 더 이상 확산되지 않고 있다"고 밝혔다. 이어 "예비 역학조사 결과 발병자의 대부분이 이 시장에서 일하거나 방문객이었던 것으로 확인됐다. 현재 단계에서는 환자와 접촉한 의료진들의 감염 사례가 나오지 않았다. 사람 간 전염에 대한 명확한 증거도 없다"고 설명했다. 만약 강력한 인간대 인간의 전염력이 있다면, 의료진이 독감에 걸리는 것이 보통이다. 그러면서 WHO(세계보건기구)는 사이트에 게재한 성명에서 "중국에 이어 태국에서도 '우한 폐렴'의 원인인 신종 코로나바이러스가 확인됐다"고 밝혔다.

#### 1월 15일
1월 15일, 최근 우한시를 방문했던 가나가와현 거주 중국 국적의 30대 남성 1명이 폐렴 증상을 호소해 일본 국립감염증연구소에서 바이러스 조사를 받았다. 조사 결과는 15일에 나왔는데, 우한시에서 발생한 신종 코로나바이러스 양성 반응이 나왔다. 이 남성은 우한을 여행 중이던 지난 3일 발열이 시작돼 6일 일본에 귀국한 뒤 폐렴 증상으로 입원했다. 신종 코로나바이러스 감염 확진 판정을 받은 후 치료를 받고 증상이 회복됐으며 15일 퇴원해 현재는 자택에서 요양 중인 것으로 알려졌다. 중국에서 신종 코로나바이러스로 인한 폐렴으로 60대 남성이 사망했다. 이에 따라 사망자는 2명으로 늘어났다.

#### 1월 17일
2020년 1월 17일, 영국의 임페리얼 칼리지 대학그룹은 동년 1월 12일까지 초기증상발현을 포함하여 1,723건의 감염사례(95% 신뢰수준, 427-4,417)가 있었을 것이라는 추정치를 발표했다. 이는 태국과 일본으로의 초기 확산 패턴에 근거해 있다. 이 대학그룹은 또한 "인간 대 인간 전염을 배제해서는 안 된다"고 결론 내렸다. 추가 사례가 밝혀지면서, 이들은 "2020년 1월 18일까지 초기증상발현을 포함해...4천건의 2019-nCoV 감염사례가 우한시에 있었을 것"이라고 추정치를 재계산했다. 홍콩 대학 또한 중국내 교통에 대한 세부 사항을 추가하면서 이와 비슷한 결론에 도달했다.

#### 1월 19일
1월 19일, 우한시 위생건강위원회는 신종 코로나바이러스에 감염된 환자가 하루 만에 17명이 늘어나면서 전체 환자 수가 62명으로 증가했다고 발표했다.

#### 1월 20일
1월 20일, 중국 정부는 베이징시에서 2명, 선전에서 1명을 포함하여 거의 140건에 달하는 신규환자 감염사례의 급격한 증가가 있었다고 발표했다. 1월 23일 기준으로, 각국 질병연구기관이 확진한 감염사례는 총 650건으로, 중국 본토에서 633명, 태국 4명, 홍콩, 한국 4명, 마카오와 베트남이 각각 2명, 미국, 일본, 타이완, 싱가포르가 각각 1명이다.

1월 20일, 대한민국에서 신종 코로나바이러스 감염 환자가 최초로 발생했다. 환자는 30대 중국 여성으로 우한에서 감염되어 한국에 왔다. 관심에서 주의로 단계가 올라갔다. 하루만에 중국의 우한 폐렴 환자 수가 100명을 넘겼다. 20일 기준 우한 폐렴 확진자는 201명이다. 우한시에서 198명, 베이징에서 2명, 선전에서 1명이 확진 판정을 받았다. 중국 국가보건위원회의 고위급 전문가 팀장이자 중국 공정원 원사인 저명 과학자 중난산(鐘南山)은 CCTV 프로그램에 출연해 의료진 14명이 환자 1명으로부터 감염됐다고 전했다. 그는 사람간 전염과 의료진 감염이 나타나는 것은 매우 중요한 신호라고 말했다. 다만 사스 보다는 전염성이 약하다고 말했다.

#### 1월 21일
1월 21일, 중국 정부는 우한 폐렴을 사스와 메르스에 해당하는 ‘을류(2급)’ 전염병으로 지정했다. 그러면서 대응책은 흑사병, 콜레라와 같은 ‘갑류’ 수준으로 올렸다. 홍콩대학 윈궉융 미생물학 교수는 같은 날 홍콩 사우스차이나모닝포스트(SCMP)와의 인터뷰에서 신종 코로나바이러스 감염 확산이 이미 2003년 사스(SARS) 때처럼 전면적 확산 단계에 진입했을 가능성이 높다고 밝혔다.

#### 1월 22일
1월 22일, 미국에서 최초로 신종 코로나바이러스에 감염된 사례가 발생했다. 이날 오후 10시 기준, 중국 후베이성의 감염자는 약 444명, 사망자는 17명으로 늘어났으며, 중국전역에서 감염자는 540명을 초과했다. 중국 전역에서 대규모 귀향, 귀성이 이루어지는 춘절 시기의 감염 확산이 우려되는 중이다. 1월 22일 오후 10시, 수원에서 의심환자가 있었지만 음성판정을 받았다. 전북에서도 의심환자가 나왔다. 또한 의심환자와 접촉한 31명을 검사하고 있다. WHO(세계보건기구)는 이날 긴급 위원회를 소집해 우한 폐렴 사태로 인한 국제 공중보건 비상사태 선포 여부를 결정하려 했으나 신종 코로나바이러스의 3차, 4차 감염 증거가 없다며 비상사태 선포 여부 결정을 23일로 하루 연기했다.

#### 1월 23일
1월 23일, 신종 코로나바이러스에 감염된 폐렴 확진자는 폭발적으로 늘어 이날 오후 8시 10분 기준, 중국에서 628명, 총 641명이 감염되어 이 가운데 17명이 사망하였다. 또한 중국 정부는 신종 코로나바이러스 확산을 막기 위해 오전 3시 경 23일 오전 10시부터 우한시 내의 모든 대중교통 운행을 중단하며 우한시에서 출발하는 비행기, 선박, 지하철, 장거리 버스 운행 등도 잠정 중단한다고 발표했다. 그러나 이미 신종 코로나바이러스가 중국 전역으로 퍼진 상황이고 해외 전염자까지 다수 발생한 뒤에야 봉쇄 조치가 시행되어 바이러스 전파를 조기에 차단하기에는 이미 너무 늦었다는 지적을 받는다.

#### 1월 24일
1월 24일, 중국 춘제가 시작되자마자 한국과 일본에서 각각 두 번째 우한폐렴 감염자가 확인됐다.대한민국의 두 번째 우한폐렴 감염자는 중국 우한에서 근무하던 한국 국적의 55세 남성인 것으로 확인됐다.WHO(세계보건기구)는 23일(현지시간) 우한폐렴이 중국 내에서만 크게 유행하고 있고 다른 나라에서는 사람 간 전염 증거가 없으며 사망자 대부분이 면역력이 약한 노인이고 대다수의 건강한 성인에게는 가벼운 증상만을 유발한다며 이번 사태가 아직 국제 공중보건 비상사태에 해당하지 않는다며 국제 공중보건 비상사태를 선포하지 않았다.이날 오후 8시 49분 기준, 중국에서 889명, 총 910명이 감염되어 이 가운데 26명이 사망하였다. 중국 보건당국은 우한 외에 후베이성 다른 7곳의 도시에 추가로 여행금지령을 내리면서 사실상 봉쇄했다. 8곳은 우한, 황강, 어저우, 츠비, 셴타오, 첸장, 징먼, 지장 등이다. 이들 도시에선 열차, 비행기 등 다른 도시와 연결되는 대중교통 수단 공급이 전면 중단되고 대중이 모이는 장소는 폐쇄된다.

#### 1월 25일
1월 25일 대한민국 외교부는 중국 우한시를 포함한 후베이성 전역의 여행경보 철수권고(적색경보)로 변경했고, 미국 정부가 약 230명 정원의 전세기를 동원해 우한 주재 미국 영사관에 파견된 외교관들을 귀국시키는 방안을 추진하고 있는 것으로 확인되었다. 그리고 일시적으로 해당 영사관이 폐쇄되었다.

#### 1월 26일
1월 26일, 대한민국에서 코로나바이러스-19의 3번째 확진자가 나왔으며 확진자는 54세 한국인 남성으로, 중국 우한시에 거주하다 일시 귀국한 사이 확진 판정을 받았다.

#### 1월 27일
1월 27일, 대한민국에서 우한 폐렴 4번째 확진자가 나왔다. 확진자는 55세 한국인 남성으로, 중국 우한시에서 일시 귀국한 사이 확진 판정을 받았다. 이 확진자는 귀국 뒤 6일 동안 자택 주변의 병원 등을 돌아다닌 것으로 추정됐다. 세계보건기구(WHO)가 이 바이러스의 등급을 보통에서 높음으로 올렸다.

#### 1월 28일
1월 28일, 일본에서 우한 체류 이력이 없고 일본으로 온 여행객을 이번 달에 두 차례 버스에 태운 관광버스기사가 신종 코로나바이러스에 감염된 것으로 확인된 사건이 발생하였다.

#### 1월 29일
전세계 확진자수가 6천명으로 늘어났다.

#### 1월 30일
1월 30일, 대한민국 경찰청은 의심환자가 의료 관계자 등의 설득에도 격리를 거부하면 즉시 경찰이 체포해 강제로 의료 시설 등으로 보낼 수 있다는 내용을 담은 ‘감염병 관련 경찰 현장 대응 요령’을 일선 경찰에 배포했다. 대한민국에서 5번째, 6번째 감염자가 발생했다. 5번째 감염자는 32세의 남성으로, 업무 차 중국 우한시를 방문했다. 6번째 감염자는 56세의 남성으로, 3번째 감염자와 세 번째 환자와 접촉한 뒤 능동 감시 대상자로 분류되었다가 오늘 검사 결과 양성으로 확인되었다. 대한민국 최초 2차감염 사례가 발생한 것이다. 티베트 자치구에서도 첫 감염자가 나와 감염자가 중국 전역으로 완전히 퍼졌다.

#### 1월 31일
1월 31일, 대한민국에서 7번째, 8번째, 9번째, 10번째, 11번째 감염자가 발생했다. 7,8번 환자는 23일 오후 우한에서 같은 비행기를 타고 귀국했다. 9,10,11번째 감염자의 경우, 기존 확진 환자들의 2차, 3차 감염자로 파악된다.

#### 2월 1일
중국 확진자가 1만 명을 돌파했다.

#### 2월 2일
코로나19 사망자가 3백 명을 돌파했다.

#### 2월 3일
중국에서 하루 2000명이 발병하면서 비상이 걸렸다.

#### 2월 4일
2월 4일, 홍콩에서 거주하는 39세 남성이 신종 코로나바이러스 감염증으로 치료를 받던 중 숨졌다.

#### 2월 6일
중국 우한 의사 리원량의 폐렴 상태가 악화되면서 밤 9시에 심장박동이 멈췄으나, 아직 살아있다고 CCTV가 전했다.

#### 2월 7일
간신히 목숨을 유지하던 의사 리원량이 결국 새벽 2시58분에 사망했다.

#### 2월 13일
중국 정부가 임상 진단 환자까지 포함하면서 확진자가 전날 늘어난 대비의 약 9배로 폭증한다.

#### 2월 16일
대한민국의 확진자가 원래 28명에서 1명이 추가되어 29명이 되었다. 이번 확진자는 80대 고령자이다.

#### 2월 17일
대한민국의 확진자가 30명이 되었다. 이번 확진자는 29번째 확진자의 부인인 것으로 밝혀졌다.

#### 2월 18일
대한민국의 대구에서 확진자가 나왔다. 31번째 확진자는 60대 여성이며 여행이력이 없다. 서구에 거주하는 것으로 알려져있고, 잠복기간 중 서울 강남, 대구 남구 일대 등등을 방문한 이력이 있다. 현재 대구의료원 음압병실에서 입원 및 치료중이며, 현재 역학조사가 진행 중이다.

#### 2월 19일
대한민국의 확진자가 15명이 더 나왔다. 그중 13명은 대구에 거주하는 사람들이다. 나머지 두명 중 한 명은 처음으로 나온 미성년자 확진자이다. 그리고 확진자가 5명 더 나와 51번째 확진자까지 나오게 되었다.

#### 2월 20일
대한민국에서 하루사이에 확진자가 50명 가량이 늘었다. 또한, 첫 번째 사망자도 나오게 되었다.

#### 2월 21일
대한민국의 경기도 김포시에서 확진자 2명이 추가로 발생하였다. 이들은 모두 신천지 교회를 방문하였었다. 그리고 21일 저녁, 코로나19 감염환자를 병원으로 이송중에 사망하는 일이 발생하였다.

#### 2월 22일
대한민국에서 100여명이 추가감염 되었다. 또한 대구에서는 코로나19 병동이 부족해 환자를 자가격리 시키는 사례가 발생되었다.

#### 2월 23일
경기도 김포시에서 추가 확진자가 발생하였으며, 전일 16시 대비 확진환자 123명이 추가로 확인되었다고 밝혔다. 현재까지 556명이 확진 되었으며, 이 중 534명이 격리 중이라고 밝혔다. 또한, 16,038명은 검사 음성, 6,039명은 검사가 진행 중이라고 밝혔다. 신천지 대구교회 관련 75명 (부산 1명, 대구 63명, 광주 1명, 경기 1명, 경북 7명, 경남 1명), 조사중 48명 (부산 2명, 대구 30명, 경북 13명, 경남 3명, 제주 1명) 이라고 밝혔다.

#### 2월 24일
7, 8번째 사망자가 나왔다.

#### 2월 25일
대한민국 재난관리 본부가 대구, 경북 지역의 확산을 최대한 막겠다는 뜻을 밝혔다.
9, 10번째 사망자가 발생했다.

#### 3월 1일
서울 영등포구 대림3동에 첫 확진자가 발생하였다
이재명 경기도지사가 감염에 취약한 경기도 내 노인 및 장애인 시설 1,824곳을 코호트 격리하기로 하였다.
재확진을 받고 입원한 25번은 재감염이 아닌 바이러스 재활성화로 보인다고 한다.

#### 3월 2일
제주도에서 도내 3번째 확진자가 발생하였다. 2월 23일 대구광역시에서 제주시 조천읍 함덕리로 왔으며 1일에 대구 거주하는 어머니의 확진 소식을 듣고 제주시내 모 병원 선별진료소에 자진해 승용차로 간 뒤 검사를 받았다.
대구에서 6명의 사망자가 발생하였다.
부산의 50번 환자가 완치되어 퇴원하였다. 부산 첫 완치자이다.

#### 3월 3일
경남에서 2번째 완치 사례가 나왔다. 그 외에도 4명이 퇴원 검사 중이다.

#### 3월 4일
충청북도 괴산군 장연면에서 1명의 확진자가 발생하였다.
다이아몬드 프린세스호에 하선한 뒤 공군 3호기를 타고 입국해 '국립인천공항검역소 중앙검역의료지원센터'에서 2주간의 임시 격리 생활을 했던 귀국 국민 등 7명이 격리해제되어 퇴소했다.

#### 3월 5일
16시 기준 322명이 추가 확진되었으며 사망자도 6명 추가되었다.

#### 4월 1일
0시 기준, 101명이 추가 확진되었다. 사망자는 165명으로 3명 증가했으며 159명이 완치되어 총 5,567명이 완치되었다. 또한 확진 격리자 수는 4,155명으로 전일 대비 61명 감소했다. 여기까지 421,547명이 검사를 받았고, 16,585명이 검사결과를 기다리고 있다. 검사 적체가 전일 대비 307건 감소했다.

#### 3월 2일
신입 초,중,고교생들이 등교하기 시작했다. 초등학생 1,2학년 중학생 1학년 고등학교 3학년만이 매일 등교하기 한다.

#### 2023년

##### 1월 24일
중앙재난안전대책본부가 '실내 마스크 착용 의무 조정기준' 확정 한 달 만에 실내 마스크 착용 의무를 '권고'로 전환한다고 밝혔다. 1월 30일부터 적용이 확정된 가운데, 감염 취약시설이나 의료기관·약국, 대중교통수단 내에서는 고위험군 보호 등의 이유로 당분간 착용 의무는 유지된다.